# 136-я танковая дивизия (Италия)
136-я танковая дивизия «Чентауро II» (итал. 136ª Divisione corazzata "Centauro II"), до 27 июля 1943 года 1-я танковая дивизия «М» (итал. 1ª Divisione corazzata "M") — танковая дивизия Добровольной милиции национальной безопасности (MVSN), а позднее вооружённых сил Королевства Италии.

## История
В отличие от Германии, где первые элитные бронетанковые формирования в виде дивизий СС стали появляться в конце 1930-х годов, в Италии у местной военизированной фашистской организации MVSN (Добровольная милиция национальной безопасности), известной также под названием чернорубашечников, практически не было собственной бронетехники. Причина заключалась в недостаточном количестве бронетехники в Италии как таковой. К тому же танки и бронеавтомобили долгое время по давней традиции распределялись среди кавалерийских подразделений. Лишь с 1939 года в Италии началось формирование отдельных танковых дивизий в подчинении Королевской армии. Однако первое время созданные три дивизии лишь условно можно было назвать танковыми. Большую часть танкового парка в них составляли лёгкие танкетки L3/33, вооружённые лишь пулемётами. Лишь в конце 1939 года начали поступать более современные танки M11/39, а с весны 1940 года — M13/40. Тем временем у союзницы итальяцев, Германии, к лету 1940 года было уже целых три танковых дивизий СС. Наличие подобных «полностью верных» Гитлеру бронетанковых дивизий было важным для идеологической составляющей нацизма. Таким образом демонстрировался образ технически передового подразделения войск СС, вооружённого новейшей военной техникой. Фашистская верхушка Италии также загорелась желанием создать аналогичную «верную» танковую дивизию у себя.
В мае 1942 года итальянским военным командованием было принято решение о формировании четвёртой и пятой по счёту танковых дивизий. Четвёртая, 134-я «Фреччиа», так и не была сформирована. При этом, по примеру немецких союзников итальянцев, пятая дивизия должна была стать особой, элитной, состоящей из бойцов-чернорубашечников. Для этого 24 мая дивизия была сформирована из уже ранее существовавшего с 1941 года батальона чернорубашечников «Giovani Fascisti» (молодые фашисты) и получила название 136-я танковая дивизия «Giovani Fascisti». Бойцами дивизии стали члены молодёжной фашистской организации итальянской ликторской молодежи. По этой причине дивизия получила негласное прозвище «Мальчики Муссолини». Однако из-за острой нехватки бронетехники дивизия, несмотря на своё название, не смогла стать танковой, а стала фактически пехотной и была тут же отправлена в Северную Африку, где вступила в бои за Газалу. Единственное небольшое количество бронетехники в дивизии было в виде взвода бронемашин «Nizza Cavalleria». В конечном итоге дивизия была разбита в ходе второго сражения при Эль-Аламейне в ноябре 1942-го, понеся большие потери. Её остатки вместе с остальными итало-германскими войсками отошли в Тунис, где в апреле-мае 1943 года и сдались союзникам, таким образом 136-я дивизия прекратила своё существование.
Однако идея создания элитной танковой дивизии не покидала высшие фашистские партийные круги Италии, тем более что у союзника Италии, Германии, таких дивизий к началу 1943 года было уже пять: 1-я танковая дивизия СС «Лейбштандарт СС Адольф Гитлер», 2-я танковая дивизия СС «Рейх», 3-я танковая дивизия СС «Мёртвая голова», 5-я танковая дивизия СС «Викинг» и 9-я танковая дивизия СС «Гогенштауфен». В мае 1943 года была сформирована 1-я танковая дивизия «М», названная по примеру ранее существовавших добровольческих батальонов «М», созданных в 1941 году, состоявших из чернорубашечников и отправленных на Восточный фронт. 1-я танковая дивизия должна была оснащаться самым современным вооружением. Для этого итальянцы обратились за помощью к немцам. Командующим дивизии был назначен генеральный консул чернорубашечников (аналог звания бригадного генерала) Алессандро Лузана. Пока дивизия формировалась и обучалась, 25 июля 1943 года в Италии произошел государственный переворот, в ходе которого был свергнут фашистский режим Муссолини. В это время дивизия располагалась севернее Рима, однако её командование не предприняло какие-либо шаги по сопротивлению перевороту. Вместе с тем, понимая, что чернорубашечники могут остаться преданными арестованному Муссолини, один из главных участников переворота маршал Бадольо отдал приказ о смене командования 1-й танковой дивизии. Вместо Лузаны командующим был назначен генерал граф Джорджио Карло Кальви ди Берголо, зять короля Виктора Эммануила. Одновременно с этим 27 июля сама дивизия была переименована в 136-ю таковую «Чентауро II», в честь разбитой и расформированной ранее 131-й танковой дивизии «Чентауро».

## 1-я танковая дивизия «М»
Дивизия была создана в соглашении с германскими союзниками о создании бронетанковой дивизии добровольческой милиции национальной безопасности (чернорубашечники) по прямому приказу дуче. Рейхсфюрер Гиммлер лично гарантировал поставку необходимого оснащения для вооружения дивизии, которое будет поставляться из Германии.
Немецкая техника, необходимая для вооружения дивизии, поступила в Кьюси в начале мая 1943 года вместе с немецкими военными инструкторами для обучения итальянцев. Поставляемая техника была наиболее современной в своём классе, в частности: 12 средних танков Pz. IV Ausf. G, 12 средних танков Pz.III Ausf. N с 75-мм орудием длинной ствола 24 калибра KwK 37, 12 самоходных установок Sturmgeschütz III Ausf. G и зенитная артиллерия, состоявшая из 24 единиц 88-мм пушек FlaK 37. Кроме немецкой, шла доукомплектация и итальянской бронетехникой.
Формирование и подготовка дивизии шли довольно медленно по причине бюрократизма итальянских военных чиновников, кроме того, дивизия «М» была единственной итальянской танковой дивизией, получившей на вооружение немецкую бронетехнику, которую ещё предстояло освоить. К тому же дивизия одной из первых (наравне с дивизией «Ариэте II») должна была получить новейшие итальянские танки M15/42, но поставки эти задерживались. По этим причинам только 2 июня 1943 года Генштаб итальянской армии издал приказ о создании дивизии.
Несмотря на настояния Муссолини, чтобы дивизия была отправлена как можно скорее на Сицилию, для противостояния высадке союзников, немецкие инструкторы хорошо осознавали, что дивизия ещё не готова. По этим причинам по состоянию на 25 июля 1943 года дивизия «М» все еще занималась учебной деятельностью в районе Кампаньяно, недалеко от Рима.

## Состав
Первоначально, тогда ещё 1-я дивизия «М», планировалась следующим составом:
- Командование и рота командования
- Рота карабинеров (Королевская армия)
- Служба дорожного движения (с личным составом дорожной милиции MVSN)
- 306-я военная почта (с персоналом почтово-телеграфной милиции MVSN)
- Дивизионный Автопарк
- Танковая группа «М» «Лионесса» :
  - 1-я танковая рота (12 танков Pz.IV Ausf. G)
  - 2-я танковая рота (12 танках Pz.III Ausf. N)
  - 3-я самоходная рота (12 Sturmgeschütz III Ausf. G)
- Группа батальонов «М» «Тальяменто»
  - LXIII (63-й) штурмовой батальон « М.»
  - LXXIX (79-й) штурмовой батальон « М.»
  - XLI (41-й) батальон сопровождения оружия « М.»
- Группа батальонов " М "« Монтебелло»
  - VI (6-й) штурмовой батальон « М.»
  - XXX (30-й) штурмовой батальон « М.»
  - XII (12-й) батальон сопровождающих орудий « М.»
- Артиллерийская группировка «М» «Долина Скривия»
  - I группа (3 батареи, по 4 шт. FlaK 37 от 88/56 механизированной буксировки)
  - II группа (3 батареи, по 4 шт. FlaK 37 от 88/56 механизированной буксировки)
- Батальон саперов
- Смешанное отделение саперов, на:
- Рота артиллерии
- Рота телеграфистов
- 1-я рота радиотелеграфистов
- 2-я рота радиотелеграфистов
- Санитарная служба
- Интендантская служба
- Бюро Комиссариата

## 136-я танквая дивизия «Чентауро II»
После отстранения и ареста Бенито Муссолини (25 июля 1943 года) 1-я танковая дивизия «М», как и другие итальянские фашистские военные формирования, не оказала никакого сопротивления королевской армии. Тем не менее, в целях безопасности и ликвидации фашистского управления дивизией 27 июля дивизия была переименована в 136-ю танковую дивизию «Чентауро II», получив номер ранее существовавшей дивизии «Джованни Фашисти» и название в честь ранее существовавшей танковой дивизии «Чентауро», а её новым командующим был назначен генерал граф Кальви Бергольо, уже ранее занимавший пост командира 131-й танковой дивизии «Чентауро» в Тунисе и зять короля Виктора Эммануила III. Благодаря этому удалось существенно сократить влияние остававшихся в дивизии фашистов и фактически основательно переподчинить её командованию королевской армии.
В первые дни сентября дивизия была выделена в моторизованный корпус (Corpo d’Armata Motocorazzato, CAM), предназначенный для обороны Рима от возможных немецких атак. Учитывая, что направление 3-й немецкой танковой дивизии для возможного нападения на Рим проходило именно в районе, где была дислоцирована «Чентауро II», и все еще не хватало уверенности личного состава в верности королю, Генеральный штаб обеспечил передислокацию дивизии в район между Лунгеццей и Тиволи.
Для того, чтобы «разбавить» состав дивизии, которая подозревалась во все ещё верности свергнутому фашистскому режиму, было решено ввести в её состав 18-й полк берсальеров и 19-й танковый батальон. Кроме того, было решено, что на всех ключевых постах в дивизии будут только проверенные офицеры королевской армии.
Тем не менее, верность дивизии королю была всё ещё под сомнением: 3 сентября 1943 года в ходе отчета командующему танковому корпусу (САМ), генералу Карбони, генерал Кальви Бергольо явно указал, что «… по настроениям, царящим в личном составе, в случае чрезвычайной ситуации дивизия готова вести бои с англо-американцами и коммунистами, но против немцев она никогда не откроет огонь». В результате на следующий день, 6 сентября, дивизия получила устный приказ, подтверждённый в письменной форме двумя днями позже, защищать аэропорт Гуидонии, тем самым дивизию удалили от оборонительного периметра Рима. 7 сентября командующий дивизией Бергольо передал командование своему заместителю генералу Оскару Гритти.
8 сентября официально вступило в действие перемирие между Италией и союзниками по антигитлеровской коалиции, подписанное пятью днями ранее. «Чентауро II» была поднята по тревоге командованием CAM и приведена в состояние полной боеготовности, поскольку уже вечером того же дня немецкие войска, согласно плану операции «Ось», вторглись на территорию Северной Италии, а к 9-му числу захватили все крупные города итальянского севера и двинулись на Рим. 10 сентября предметом ожесточённых споров было: задействовать 136-ю танковую дивизию в обороне Рима или нет? Пока шли споры между итальянскими командующими, немцы, окружив Рим, без серьёзных боев вошли в город и к 11 сентября полностью оккупировали его. Дивизия так и не была задействована в отражении немецких сил.
12 сентября началось разоружение дивизии немцами вместе с другими итальянскими подразделениями, уже назначенными для обороны Рима (за исключением дивизии «Пьяве»). Техника германского производства в составе 36 единиц танков и самоходов, 24 зенитных орудия и транспортные средства, предоставленные ранее вермахтом, были изъяты и переданы немецким военным подразделениям, а впоследствии использовались на фронте в Анцио и Кассино.

## Состав
Первоначально были изменения только в названии, в том числе и подчинённых дивизии структур. Дополнительные силы, состоящие из 19-го танкового батальона и 18-го танкового разведывательного полка берсальеров, были приданы дивизии только к итальянскому перемирию с союзниками, вступившему в силу 8 сентября 1943 года, однако эти силы так и не вошли в структуру дивизии в связи с её фактическим расформированием.
- Командование и рота командования
- Рота Карабинеров
- Служба Дорожного движения
- 306-Я Военная Почта
- Дивизионный Автопарк
- 131-й танковый полк:
  - Танковая группа « Лионесса»
  - Девятнадцатый танковый батальон (танки M15/42)
- Моторизованный легионерский полк (бывшие группы батальонов «М» «Тальяменто» и « Монтебелло»)
- 136-й танковый артиллерийский полк (бывшая артиллерийская группировка « Валле Скривия»)
- 136-й смешанный батальон, на:
  - Рота артиллерии
  - Рота телеграфистов
  - Рота радиотелеграфистов
  - Фотоэлектрическая секция
- 18-й полк Берсальеров (совместно с бронированной разведывательной группировкой):
- Командный взвод и командный взвод
- LXVIII (68-й) батальон Берсальеров:
- Командный взвод
  - 1-я танковая рота (бронеавтомобили AB.41)
  - 2-я танковая рота (легкие танки L6/40)
  - 3-я танковая рота (L6/40)
  - 4-я рота мотоциклистов
- LXIX (69-й) батальон Берсальеров:
- Командный взвод
  - 5-я самоходная рота (самоходки Cannone da 47/32)
  - 6-я противовоздушная рота (зенитки 20/65 мод.35 на автомобилях)
- Санитарная служба
- Интендантская служба
- Бюро Комиссариата